# Corona de Tucson
Corona de Tucson és una concentració de població designada pel cens dels Estats Units a l'estat d'Arizona. Segons el cens del 2000 tenia 813 habitants.

## Demografia
Segons el cens del 2000, Corona de Tucson tenia 813 habitants, 376 habitatges, i 280 famílies La densitat de població era de 122,6 habitants/km².
Dels 376 habitatges en un 17,8% hi vivien nens de menys de 18 anys, en un 68,1% hi vivien parelles casades, en un 4,3% dones solteres, i en un 25,3% no eren unitats familiars. En el 21,3% dels habitatges hi vivien persones soles el 8,5% de les quals corresponia a persones de 65 anys o més que vivien soles. El nombre mitjà de persones vivint en cada habitatge era de 2,16 i el nombre mitjà de persones que vivien en cada família era de 2,48.
Per edats la població es repartia de la següent manera: un 13,9% tenia menys de 18 anys, un 4,1% entre 18 i 24, un 19,4% entre 25 i 44, un 38,6% de 45 a 60 i un 24% 65 anys o més.
L'edat mediana era de 51 anys. Per cada 100 dones de 18 o més anys hi havia 91,8 homes.
La renda mediana per habitatge era de 52.813 $ i la renda mediana per família de 61.375 $. Els homes tenien una renda mediana de 49.722 $ mentre que les dones 31.250 $. La renda per capita de la població era de 28.304 $. Cap de les famílies i l'1% de la població estaven per davall del llindar de pobresa.

## Poblacions més a prop
El següent diagrama mostra les poblacions més a prop.